# Eleccions locals unificades del Japó de 2019
Les Eleccions locals unificades del Japó de 2019 (第19回統一地方選挙, dai-jūkyu-kai tōitsu chihō senkyo) van ser unes eleccions de caràcter local que se celebraren a la majoria de prefectures i municipis del Japó el dia 7 i 21 d'abril de 2019. Les prefectures i municipis fora del calendari unificat no van celebrar les eleccions aquell dia.

## Resultats

### Governadors prefecturals
En aquestes eleccions unificades, només onze prefectures van elegir governador; les següents:
| Prefectura | Governador antic | Partit | Partit              | Governador electe  | Partit | Partit              |
| ---------- | ---------------- | ------ | ------------------- | ------------------ | ------ | ------------------- |
| Hokkaido   | Harumi Takahashi |        | Independent         | Naomichi Suzuki    |        | Independent         |
| Kanagawa   | Yūji Kuroiwa     |        | Independent         | Yūji Kuroiwa       |        | Independent         |
| Fukui      | Issei Nishikawa  |        | Independent         | Tatsuji Sugimoto   |        | Independent         |
| Mie        | Eikei Suzuki     |        | Independent         | Eikei Suzuki       |        | Independent         |
| Osaka      | Ichirō Matsui    |        | Nippon Ishin no Kai | Hirofumi Yoshimura |        | Nippon Ishin no Kai |
| Nara       | Shōgo Arai       |        | Independent         | Shōgo Arai         |        | Independent         |
| Tottori    | Shinji Hirai     |        | Independent         | Shinji Hirai       |        | Independent         |
| Shimane    | Zenbee Mizoguchi |        | Independent         | Tatsuya Maruyama   |        | Independent         |
| Tokushima  | Kamon Iizumi     |        | Independent         | Kamon Iizumi       |        | Independent         |
| Fukuoka    | Hiroshi Ogawa    |        | Independent         | Hiroshi Ogawa      |        | Independent         |
| Oita       | Katsusada Hirose |        | Independent         | Katsusada Hirose   |        | Independent         |

### Assemblees prefecturals
Algunes prefectures no van celebrar eleccions aquell dia atés que estaven fora del calendari electoral unificat. Algunes d'aquestes són: Tòquio, Okinawa, Iwate, Fukushima, Miyagi i Tochigi.
|  | Hokkaido Població: Cens electoral:  |          |
|  | Partit Liberal Democràtic           | 51 / 100 |
|  | Partit Democràtic Constitucional    | 24 / 100 |
|  | Independents                        | 14 / 100 |
|  | Kōmeitō                             | 8 / 100  |
|  | Partit Comunista del Japó           | 3 / 100  |
|  | Aomori Població: Cens electoral:    |          |
|  | Partit Liberal Democràtic           | 28 / 48  |
|  | Independents                        | 11 / 48  |
|  | Partit Comunista del Japó           | 3 / 48   |
|  | Partit Democràtic per a la Gent     | 3 / 48   |
|  | Kōmeitō                             | 2 / 48   |
|  | Partit Democràtic Constitucional    | 1 / 48   |
|  | Akita Població: Cens electoral:     |          |
|  | Partit Liberal Democràtic           | 24 / 43  |
|  | Independents                        | 14 / 43  |
|  | Partit Socialdemòcrata              | 2 / 43   |
|  | Kōmeitō                             | 1 / 43   |
|  | Partit Democràtic Constitucional    | 1 / 43   |
|  | Partit Comunista del Japó           | 1 / 43   |
|  | Yamagata Població: Cens electoral:  |          |
|  | Partit Liberal Democràtic           | 27 / 43  |
|  | Independents                        | 9 / 43   |
|  | Partit Democràtic Constitucional    | 2 / 43   |
|  | Partit Comunista del Japó           | 2 / 43   |
|  | Partit Democràtic per a la Gent     | 1 / 43   |
|  | Kōmeitō                             | 1 / 43   |
|  | Partit Socialdemòcrata              | 1 / 43   |
|  | Tochigi Població: Cens electoral:   |          |
|  | Partit Liberal Democràtic           | 31 / 50  |
|  | Independents                        | 11 / 50  |
|  | Partit Democràtic Constitucional    | 3 / 50   |
|  | Kōmeitō                             | 3 / 50   |
|  | Partit Comunista del Japó           | 1 / 50   |
|  | Partit Democràtic per a la Gent     | 1 / 50   |
|  | Gunma Població: Cens electoral:     |          |
|  | Partit Liberal Democràtic           | 25 / 50  |
|  | Independents                        | 18 / 50  |
|  | Kōmeitō                             | 3 / 50   |
|  | Partit Democràtic Constitucional    | 2 / 50   |
|  | Partit Comunista del Japó           | 2 / 50   |
|  | Saitama Població: Cens electoral:   |          |
|  | Partit Liberal Democràtic           | 48 / 93  |
|  | Independents                        | 19 / 93  |
|  | Kōmeitō                             | 9 / 93   |
|  | Partit Democràtic Constitucional    | 7 / 93   |
|  | Partit Comunista del Japó           | 6 / 93   |
|  | Partit Democràtic per a la Gent     | 4 / 93   |
|  | Chiba Població: Cens electoral:     |          |
|  | Partit Liberal Democràtic           | 45 / 94  |
|  | Independents                        | 22 / 94  |
|  | Partit Democràtic Constitucional    | 10 / 94  |
|  | Kōmeitō                             | 8 / 94   |
|  | Partit Democràtic per a la Gent     | 6 / 94   |
|  | Partit Comunista del Japó           | 2 / 94   |
|  | Partit Socialdemòcrata              | 1 / 94   |
|  | Kanagawa Població: Cens electoral:  |          |
|  | Partit Liberal Democràtic           | 47 / 105 |
|  | Partit Democràtic Constitucional    | 23 / 105 |
|  | Independents                        | 17 / 105 |
|  | Kōmeitō                             | 8 / 105  |
|  | Partit Comunista del Japó           | 5 / 105  |
|  | Partit Democràtic per a la Gent     | 5 / 105  |
|  | Niigata Població: Cens electoral:   |          |
|  | Partit Liberal Democràtic           | 28 / 53  |
|  | Independents                        | 17 / 53  |
|  | Kōmeitō                             | 2 / 53   |
|  | Partit Democràtic per a la Gent     | 2 / 53   |
|  | Partit Socialdemòcrata              | 2 / 53   |
|  | Partit Comunista del Japó           | 1 / 53   |
|  | Partit Democràtic Constitucional    | 1 / 53   |
|  | Toyama Població: Cens electoral:    |          |
|  | Partit Liberal Democràtic           | 32 / 40  |
|  | Partit Socialdemòcrata              | 3 / 40   |
|  | Partit Comunista del Japó           | 2 / 40   |
|  | Independents                        | 2 / 40   |
|  | Kōmeitō                             | 1 / 40   |
|  | Ishikawa Població: Cens electoral:  |          |
|  | Partit Liberal Democràtic           | 28 / 43  |
|  | Independents                        | 9 / 43   |
|  | Kōmeitō                             | 2 / 43   |
|  | Partit Democràtic per a la Gent     | 2 / 43   |
|  | Partit Socialdemòcrata              | 1 / 43   |
|  | Partit Comunista del Japó           | 1 / 43   |
|  | Fukui Població: Cens electoral:     |          |
|  | Partit Liberal Democràtic           | 25 / 37  |
|  | Independents                        | 9 / 37   |
|  | Partit Democràtic Constitucional    | 1 / 37   |
|  | Kōmeitō                             | 1 / 37   |
|  | Partit Comunista del Japó           | 1 / 37   |
|  | Yamanashi Població: Cens electoral: |          |
|  | Partit Liberal Democràtic           | 17 / 37  |
|  | Independents                        | 16 / 37  |
|  | Partit Democràtic Constitucional    | 1 / 37   |
|  | Kōmeitō                             | 1 / 37   |
|  | Partit Comunista del Japó           | 1 / 37   |
|  | Partit Democràtic per a la Gent     | 1 / 37   |
|  | Nagano Població: Cens electoral:    |          |
|  | Independents                        | 26 / 57  |
|  | Partit Liberal Democràtic           | 21 / 57  |
|  | Partit Comunista del Japó           | 5 / 57   |
|  | Kōmeitō                             | 4 / 57   |
|  | Partit Democràtic Constitucional    | 1 / 57   |
|  | Gifu Població: Cens electoral:      |          |
|  | Partit Liberal Democràtic           | 29 / 46  |
|  | Independents                        | 10 / 46  |
|  | Partit Democràtic per a la Gent     | 3 / 46   |
|  | Kōmeitō                             | 2 / 46   |
|  | Partit Democràtic Constitucional    | 1 / 46   |
|  | Partit Comunista del Japó           | 1 / 46   |
|  | Shizuoka Població: Cens electoral:  |          |
|  | Partit Liberal Democràtic           | 35 / 68  |
|  | Independents                        | 23 / 68  |
|  | Kōmeitō                             | 5 / 68   |
|  | Partit Democràtic per a la Gent     | 3 / 68   |
|  | Partit Democràtic Constitucional    | 1 / 68   |
|  | Partit Comunista del Japó           | 1 / 68   |
|  | Aichi Població: Cens electoral:     |          |
|  | Partit Liberal Democràtic           | 57 / 102 |
|  | Independents                        | 24 / 102 |
|  | Partit Democràtic per a la Gent     | 8 / 102  |
|  | Partit Democràtic Constitucional    | 7 / 102  |
|  | Kōmeitō                             | 6 / 102  |
|  | Mie Població: Cens electoral:       |          |
|  | Partit Liberal Democràtic           | 21 / 51  |
|  | Independents                        | 17 / 51  |
|  | Partits locals                      | 10 / 51  |
|  | Kōmeitō                             | 2 / 51   |
|  | Partit Comunista del Japó           | 1 / 51   |
|  | Shiga Població: Cens electoral:     |          |
|  | Partit Liberal Democràtic           | 16 / 44  |
|  | Independents                        | 10 / 44  |
|  | Partits locals                      | 9 / 44   |
|  | Partit Comunista del Japó           | 4 / 44   |
|  | Partit Democràtic Constitucional    | 3 / 44   |
|  | Kōmeitō                             | 2 / 44   |
|  | Kyoto Població: Cens electoral:     |          |
|  | Partit Liberal Democràtic           | 28 / 60  |
|  | Partit Comunista del Japó           | 12 / 60  |
|  | Independents                        | 6 / 60   |
|  | Kōmeitō                             | 5 / 60   |
|  | Partit Democràtic per a la Gent     | 5 / 60   |
|  | Partit Democràtic Constitucional    | 2 / 60   |
|  | Nippon Ishin no Kai                 | 2 / 60   |
|  | Osaka Població: Cens electoral:     |          |
|  | Nippon Ishin no Kai                 | 51 / 88  |
|  | Partit Liberal Democràtic           | 15 / 88  |
|  | Kōmeitō                             | 15 / 88  |
|  | Independents                        | 4 / 88   |
|  | Partit Comunista del Japó           | 2 / 88   |
|  | Partit Democràtic Constitucional    | 1 / 88   |
|  | Hyogo Població: Cens electoral:     |          |
|  | Partit Liberal Democràtic           | 27 / 86  |
|  | Independents                        | 27 / 86  |
|  | Kōmeitō                             | 12 / 86  |
|  | Nippon Ishin no Kai                 | 9 / 86   |
|  | Partit Comunista del Japó           | 5 / 86   |
|  | Partit Democràtic Constitucional    | 5 / 86   |
|  | Partit Democràtic per a la Gent     | 1 / 86   |
|  | Nara Població: Cens electoral:      |          |
|  | Partit Liberal Democràtic           | 21 / 43  |
|  | Independents                        | 7 / 43   |
|  | Nippon Ishin no Kai                 | 4 / 43   |
|  | Partit Comunista del Japó           | 4 / 43   |
|  | Partit Democràtic per a la Gent     | 4 / 43   |
|  | Kōmeitō                             | 3 / 43   |
|  | Wakayama Població: Cens electoral:  |          |
|  | Partit Liberal Democràtic           | 25 / 42  |
|  | Independents                        | 7 / 42   |
|  | Partit Comunista del Japó           | 4 / 42   |
|  | Kōmeitō                             | 3 / 42   |
|  | Nippon Ishin no Kai                 | 1 / 42   |
|  | Partit Democràtic Constitucional    | 1 / 42   |
|  | Partit Democràtic per a la Gent     | 1 / 42   |
|  | Tottori Població: Cens electoral:   |          |
|  | Partit Liberal Democràtic           | 14 / 35  |
|  | Independents                        | 11 / 35  |
|  | Kōmeitō                             | 3 / 35   |
|  | Partit Democràtic Constitucional    | 3 / 35   |
|  | Partit Democràtic per a la Gent     | 3 / 35   |
|  | Partit Comunista del Japó           | 1 / 35   |
|  | Shimane Població: Cens electoral:   |          |
|  | Partit Liberal Democràtic           | 19 / 37  |
|  | Independents                        | 12 / 37  |
|  | Kōmeitō                             | 2 / 37   |
|  | Partit Comunista del Japó           | 2 / 37   |
|  | Partit Democràtic Constitucional    | 1 / 37   |
|  | Partit Democràtic per a la Gent     | 1 / 37   |
|  | Okayama Població: Cens electoral:   |          |
|  | Partit Liberal Democràtic           | 32 / 55  |
|  | Independents                        | 13 / 55  |
|  | Kōmeitō                             | 5 / 55   |
|  | Partit Comunista del Japó           | 2 / 55   |
|  | Partit Democràtic Constitucional    | 2 / 55   |
|  | Partit Democràtic per a la Gent     | 1 / 55   |
|  | Hiroshima Població: Cens electoral: |          |
|  | Partit Liberal Democràtic           | 32 / 64  |
|  | Independents                        | 24 / 64  |
|  | Kōmeitō                             | 6 / 64   |
|  | Partit Comunista del Japó           | 1 / 64   |
|  | Partit Democràtic per a la Gent     | 1 / 64   |
|  | Yamaguchi Població: Cens electoral: |          |
|  | Partit Liberal Democràtic           | 29 / 47  |
|  | Independents                        | 10 / 47  |
|  | Kōmeitō                             | 5 / 47   |
|  | Partit Comunista del Japó           | 2 / 47   |
|  | Partit Democràtic per a la Gent     | 1 / 47   |
|  | Tokushima Població: Cens electoral: |          |
|  | Partit Liberal Democràtic           | 22 / 38  |
|  | Independents                        | 10 / 38  |
|  | Kōmeitō                             | 2 / 38   |
|  | Partit Comunista del Japó           | 2 / 38   |
|  | Partit Democràtic per a la Gent     | 2 / 38   |
|  | Kagawa Població: Cens electoral:    |          |
|  | Partit Liberal Democràtic           | 27 / 41  |
|  | Independents                        | 4 / 41   |
|  | Partit Socialdemòcrata              | 3 / 41   |
|  | Kōmeitō                             | 2 / 41   |
|  | Partit Comunista del Japó           | 2 / 41   |
|  | Partit Democràtic per a la Gent     | 2 / 41   |
|  | Partit Democràtic Constitucional    | 1 / 41   |
|  | Ehime Població: Cens electoral:     |          |
|  | Independents                        | 27 / 47  |
|  | Partit Liberal Democràtic           | 15 / 47  |
|  | Kōmeitō                             | 2 / 47   |
|  | Partit Democràtic Constitucional    | 2 / 47   |
|  | Partit Comunista del Japó           | 1 / 47   |
|  | Kochi Població: Cens electoral:     |          |
|  | Partit Liberal Democràtic           | 19 / 37  |
|  | Independents                        | 9 / 37   |
|  | Partit Comunista del Japó           | 5 / 37   |
|  | Kōmeitō                             | 3 / 37   |
|  | Partit Democràtic Constitucional    | 1 / 37   |
|  | Fukuoka Població: Cens electoral:   |          |
|  | Partit Liberal Democràtic           | 40 / 87  |
|  | Independents                        | 18 / 87  |
|  | Partit Democràtic per a la Gent     | 12 / 87  |
|  | Kōmeitō                             | 10 / 87  |
|  | Partit Democràtic Constitucional    | 5 / 87   |
|  | Partit Comunista del Japó           | 2 / 87   |
|  | Saga Població: Cens electoral:      |          |
|  | Partit Liberal Democràtic           | 25 / 38  |
|  | Independents                        | 5 / 38   |
|  | Partit Democràtic per a la Gent     | 3 / 38   |
|  | Kōmeitō                             | 2 / 38   |
|  | Partit Comunista del Japó           | 2 / 38   |
|  | Partit Socialdemòcrata              | 1 / 38   |
|  | Nagasaki Població: Cens electoral:  |          |
|  | Partit Liberal Democràtic           | 28 / 46  |
|  | Independents                        | 6 / 46   |
|  | Partit Democràtic per a la Gent     | 5 / 46   |
|  | Kōmeitō                             | 3 / 46   |
|  | Partit Socialdemòcrata              | 2 / 46   |
|  | Partit Democràtic Constitucional    | 1 / 46   |
|  | Partit Comunista del Japó           | 1 / 46   |
|  | Kumamoto Població: Cens electoral:  |          |
|  | Partit Liberal Democràtic           | 31 / 49  |
|  | Independents                        | 13 / 49  |
|  | Kōmeitō                             | 3 / 49   |
|  | Partit Democràtic Constitucional    | 1 / 49   |
|  | Partit Comunista del Japó           | 1 / 49   |
|  | Oita Població: Cens electoral:      |          |
|  | Independents                        | 19 / 43  |
|  | Partit Liberal Democràtic           | 16 / 43  |
|  | Kōmeitō                             | 3 / 43   |
|  | Partit Comunista del Japó           | 2 / 43   |
|  | Partit Democràtic per a la Gent     | 1 / 43   |
|  | Partit Democràtic Constitucional    | 1 / 43   |
|  | Partit Socialdemòcrata              | 1 / 43   |
|  | Miyazaki Població: Cens electoral:  |          |
|  | Partit Liberal Democràtic           | 24 / 39  |
|  | Independents                        | 4 / 39   |
|  | Partit Socialdemòcrata              | 4 / 39   |
|  | Kōmeitō                             | 3 / 39   |
|  | Partit Comunista del Japó           | 2 / 39   |
|  | Partit Democràtic per a la Gent     | 1 / 39   |
|  | Partit Democràtic Constitucional    | 1 / 39   |
|  | Kagoshima Població: Cens electoral: |          |
|  | Partit Liberal Democràtic           | 34 / 51  |
|  | Independents                        | 11 / 51  |
|  | Kōmeitō                             | 3 / 51   |
|  | Partit Comunista del Japó           | 1 / 51   |
|  | Partit Democràtic Constitucional    | 1 / 51   |
|  | Partit Socialdemòcrata              | 1 / 51   |

### Alcaldes
Aquests són els alcaldes electes de les ciutats més poblades del Japó:
| Municipi   | Alcalde antic      | Partit | Partit              | Alcalde electe    | Partit | Partit              |
| ---------- | ------------------ | ------ | ------------------- | ----------------- | ------ | ------------------- |
| Sapporo    | Katsuhiro Akimoto  |        | Independent         | Katsuhiro Akimoto |        | Independent         |
| Sagamihara | Toshio Kayama      |        | Independent         | Kentarō Motomura  |        | Independent         |
| Shizuoka   | Nobuhiro Tanabe    |        | Independent         | Nobuhiro Tanabe   |        | Independent         |
| Hamamatsu  | Yasutomo Suzuki    |        | Independent         | Yasutomo Suzuki   |        | Independent         |
| Osaka      | Hirofumi Yoshimura |        | Nippon Ishin no Kai | Ichirō Matsui     |        | Nippon Ishin no Kai |
| Hiroshima  | Kazumi Matsui      |        | Independent         | Kazumi Matsui     |        | Independent         |

### Assemblees municipals
Aquestes són les composicions de les assemblees municipals de les ciutats més populoses:
|  | Sapporo Població: Cens electoral:    |         |
|  | Partit Liberal Democràtic            | 26 / 68 |
|  | Partit Democràtic Constitucional     | 19 / 68 |
|  | Kōmeitō                              | 10 / 68 |
|  | Partit Comunista del Japó            | 10 / 68 |
|  | Independents                         | 2 / 68  |
|  | Partit Democràtic per a la Gent      | 1 / 68  |
|  | Saitama Població: Cens electoral:    |         |
|  | Partit Liberal Democràtic            | 23 / 60 |
|  | Partit Democràtic Constitucional     | 11 / 60 |
|  | Kōmeitō                              | 11 / 60 |
|  | Partit Comunista del Japó            | 7 / 60  |
|  | Independents                         | 4 / 60  |
|  | Partit Democràtic per a la Gent      | 3 / 60  |
|  | Partit Socialdemòcrata               | 1 / 60  |
|  | Chiba Població: Cens electoral:      |         |
|  | Partit Liberal Democràtic            | 18 / 50 |
|  | Kōmeitō                              | 8 / 50  |
|  | Independents                         | 8 / 50  |
|  | Partit Comunista del Japó            | 6 / 50  |
|  | Partit Democràtic per a la Gent      | 5 / 50  |
|  | Partit Democràtic Constitucional     | 5 / 50  |
|  | Yokohama Població: Cens electoral:   |         |
|  | Partit Liberal Democràtic            | 33 / 86 |
|  | Partit Democràtic Constitucional     | 16 / 86 |
|  | Kōmeitō                              | 16 / 86 |
|  | Independents                         | 10 / 86 |
|  | Partit Comunista del Japó            | 9 / 86  |
|  | Partit Democràtic per a la Gent      | 2 / 86  |
|  | Kawasaki Població: Cens electoral:   |         |
|  | Partit Liberal Democràtic            | 19 / 60 |
|  | Kōmeitō                              | 11 / 60 |
|  | Partit Comunista del Japó            | 11 / 60 |
|  | Independents                         | 9 / 60  |
|  | Partit Democràtic Constitucional     | 8 / 60  |
|  | Partit Democràtic per a la Gent      | 2 / 60  |
|  | Sagamihara Població: Cens electoral: |         |
|  | Partit Liberal Democràtic            | 15 / 46 |
|  | Kōmeitō                              | 8 / 46  |
|  | Independents                         | 8 / 46  |
|  | Partit Democràtic Constitucional     | 6 / 46  |
|  | Partit Comunista del Japó            | 4 / 46  |
|  | Partit Democràtic per a la Gent      | 4 / 46  |
|  | Partit Socialdemòcrata               | 1 / 46  |
|  | Niigata Població: Cens electoral:    |         |
|  | Partit Liberal Democràtic            | 18 / 51 |
|  | Independents                         | 18 / 51 |
|  | Partit Comunista del Japó            | 6 / 51  |
|  | Kōmeitō                              | 4 / 51  |
|  | Partit Democràtic Constitucional     | 4 / 51  |
|  | Partit Socialdemòcrata               | 1 / 51  |
|  | Hamamatsu Població: Cens electoral:  |         |
|  | Independents                         | 28 / 46 |
|  | Partit Liberal Democràtic            | 9 / 46  |
|  | Kōmeitō                              | 5 / 46  |
|  | Partit Comunista del Japó            | 4 / 46  |
|  | Nagoya Població: Cens electoral:     |         |
|  | Partit Liberal Democràtic            | 21 / 68 |
|  | Genzei Nippon Nagoya                 | 14 / 68 |
|  | Partit Democràtic Constitucional     | 11 / 68 |
|  | Kōmeitō                              | 11 / 68 |
|  | Partit Democràtic per a la Gent      | 6 / 68  |
|  | Partit Comunista del Japó            | 5 / 68  |
|  | Kioto Població: Cens electoral:      |         |
|  | Partit Liberal Democràtic            | 21 / 67 |
|  | Partit Comunista del Japó            | 18 / 67 |
|  | Kōmeitō                              | 10 / 67 |
|  | Partit de Kyoto                      | 5 / 67  |
|  | Partit Democràtic per a la Gent      | 4 / 67  |
|  | Nippon Ishin no Kai                  | 4 / 67  |
|  | Partit Democràtic Constitucional     | 3 / 67  |
|  | Independents                         | 2 / 67  |
|  | Osaka Població: Cens electoral:      |         |
|  | Nippon Ishin no Kai                  | 40 / 83 |
|  | Kōmeitō                              | 18 / 83 |
|  | Partit Liberal Democràtic            | 17 / 83 |
|  | Partit Comunista del Japó            | 4 / 83  |
|  | Independents                         | 4 / 83  |
|  | Sakai Població: Cens electoral:      |         |
|  | Nippon Ishin no Kai                  | 18 / 48 |
|  | Kōmeitō                              | 11 / 48 |
|  | Partit Liberal Democràtic            | 9 / 48  |
|  | Independents                         | 5 / 48  |
|  | Partit Comunista del Japó            | 4 / 48  |
|  | Partit Democràtic Constitucional     | 1 / 48  |
|  | Kobe Població: Cens electoral:       |         |
|  | Partit Liberal Democràtic            | 20 / 69 |
|  | Kōmeitō                              | 12 / 69 |
|  | Nippon Ishin no Kai                  | 10 / 69 |
|  | Partit Comunista del Japó            | 9 / 69  |
|  | Independents                         | 9 / 69  |
|  | Partit Democràtic Constitucional     | 7 / 69  |
|  | Partit Democràtic per a la Gent      | 2 / 69  |
|  | Okayama Població: Cens electoral:    |         |
|  | Partit Liberal Democràtic            | 17 / 46 |
|  | Independents                         | 13 / 46 |
|  | Kōmeitō                              | 8 / 46  |
|  | Partit Comunista del Japó            | 5 / 46  |
|  | Partit Democràtic Constitucional     | 2 / 46  |
|  | Partit Democràtic per a la Gent      | 1 / 46  |
|  | Hiroshima Població: Cens electoral:  |         |
|  | Partit Liberal Democràtic            | 26 / 54 |
|  | Independents                         | 14 / 54 |
|  | Kōmeitō                              | 8 / 54  |
|  | Partit Comunista del Japó            | 5 / 54  |
|  | Partit Socialdemòcrata               | 1 / 54  |
|  | Fukuoka Població: Cens electoral:    |         |
|  | Partit Liberal Democràtic            | 21 / 62 |
|  | Independents                         | 13 / 62 |
|  | Kōmeitō                              | 12 / 62 |
|  | Partit Comunista del Japó            | 6 / 62  |
|  | Partit Democràtic Constitucional     | 5 / 62  |
|  | Partit Democràtic per a la Gent      | 3 / 62  |
|  | Nippon Ishin no Kai                  | 2 / 62  |
|  | Kumamoto Població: Cens electoral:   |         |
|  | Independents                         | 23 / 48 |
|  | Partit Liberal Democràtic            | 14 / 48 |
|  | Kōmeitō                              | 8 / 48  |
|  | Partit Comunista del Japó            | 2 / 48  |
|  | Partit Democràtic Constitucional     | 1 / 48  |